# Жюрансон
Жюрансо́н (фр. Jurançon) — коммуна во Франции, находится в регионе Аквитания. Департамент — Атлантические Пиренеи. Административный центр кантона Бийер-э-Кото-де-Жюрансон. Округ коммуны — По.
Код INSEE коммуны — 64284.

## География

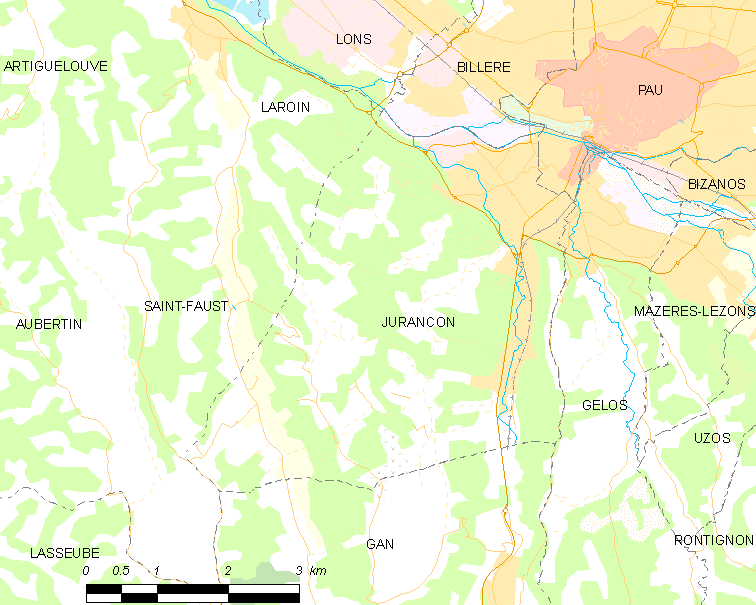
Карта коммуны

Коммуна расположена приблизительно в 660 км к югу от Парижа, в 175 км южнее Бордо, в 3 км к юго-западу от По.
По территории коммуны протекают реки Гав-де-По и Неес.

### Климат
Климат тёплый океанический. Зима мягкая, средняя температура января — от +5°С до +13°С, температуры ниже −10 °C бывают редко. Снег выпадает около 15 дней в году с ноября по апрель. Максимальная температура летом порядка 20-30 °C, выше 35 °C бывает очень редко. Количество осадков высокое, порядка 1100 мм в год. Характерна безветренная погода, сильные ветры очень редки.

## Население
Население коммуны на 2010 год составляло 6963 человека.
| 1962 | 1968 | 1975 | 1982 | 1990 | 1999 | 2010 |
| ---- | ---- | ---- | ---- | ---- | ---- | ---- |
| 5930 | 6864 | 7867 | 7345 | 7538 | 7381 | 6963 |

## Администрация
| Период | Период | Фамилия       | Партия                        | Примечания |
| ------ | ------ | ------------- | ----------------------------- | ---------- |
| 1989   | 2001   | Андре Даретс  |                               |            |
| 2001   | 2008   | Луи Луккини   | Социалистическая партия       |            |
| 2008   | 2020   | Мишель Бернос | Союз демократов и независимых |            |

## Экономика
В 2010 году среди 4382 человек трудоспособного возраста (15-64 лет) 3161 были экономически активными, 1221 — неактивными (показатель активности — 72,1 %, в 1999 году было 70,1 %). Из 3161 активных жителей работали 2820 человек (1464 мужчины и 1356 женщин), безработных было 341 (166 мужчин и 175 женщин). Среди 1221 неактивных 454 человека были учениками или студентами, 431 — пенсионерами, 336 были неактивными по другим причинам.

## Достопримечательности
- Католическая церковь Успения Пресвятой Девы Марии (XIX век)[5].

## Города-побратимы
- Борха (Испания, с 1991)

## Фотогалерея

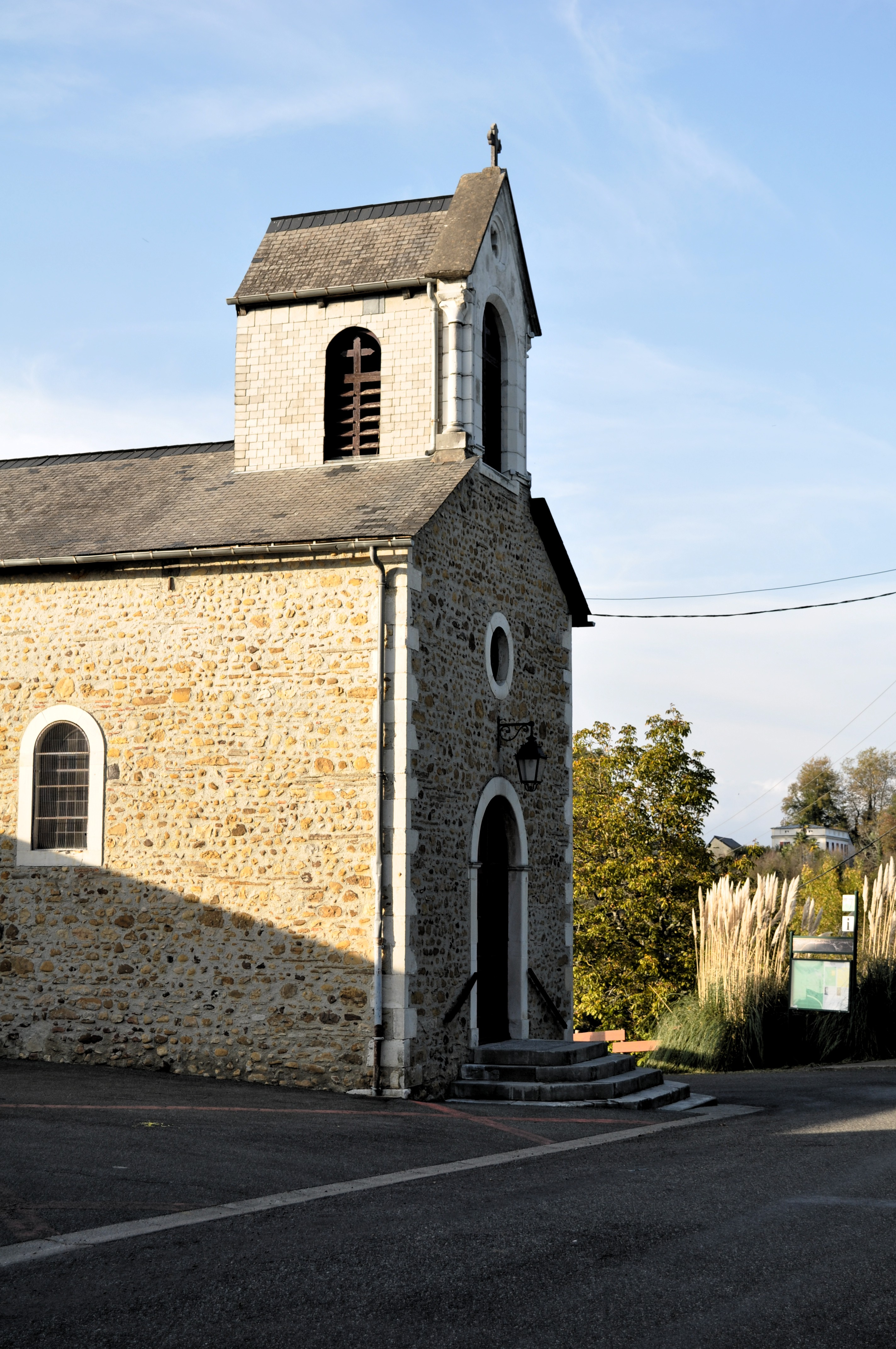
Часовня
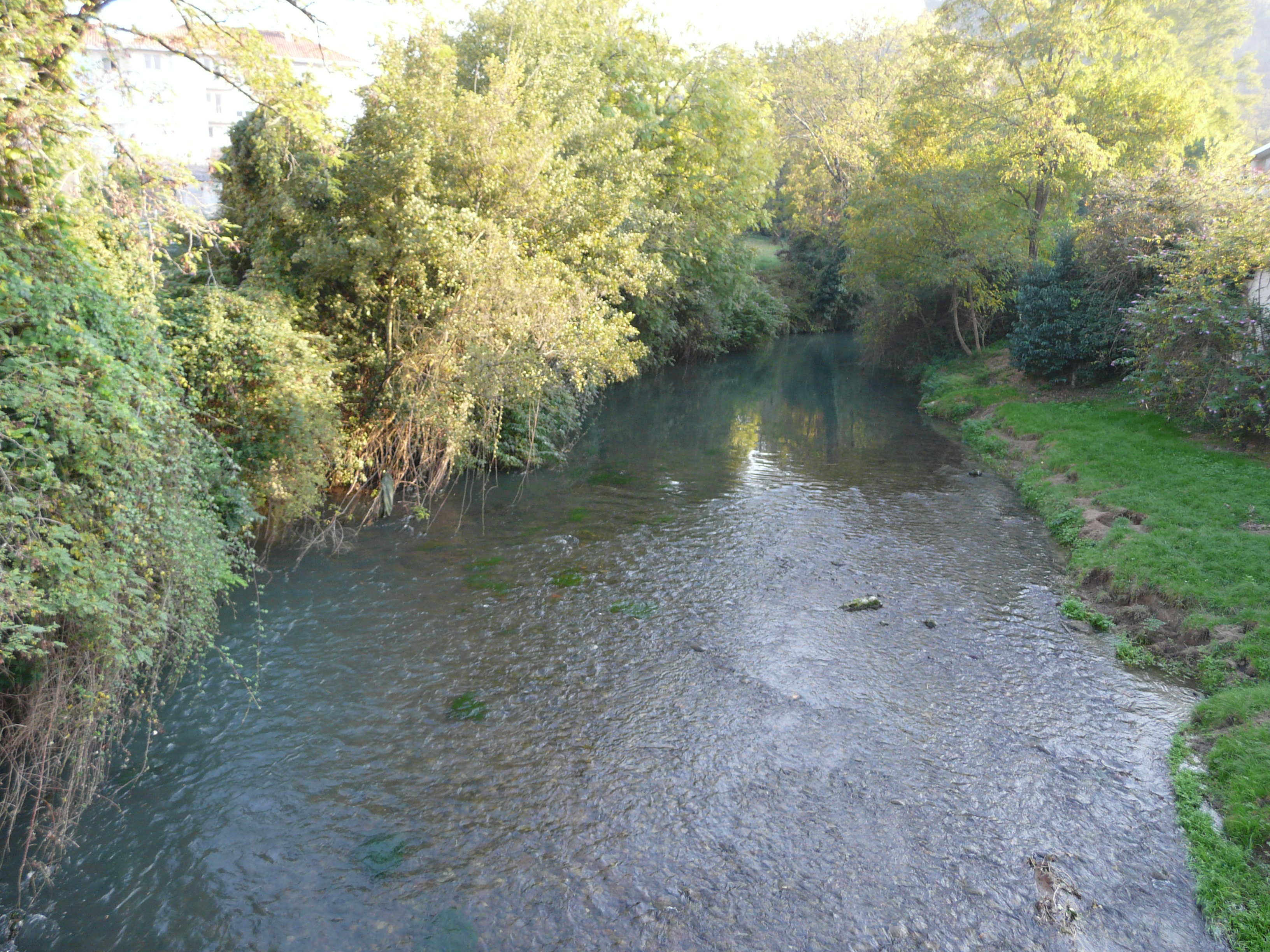
Река Неес
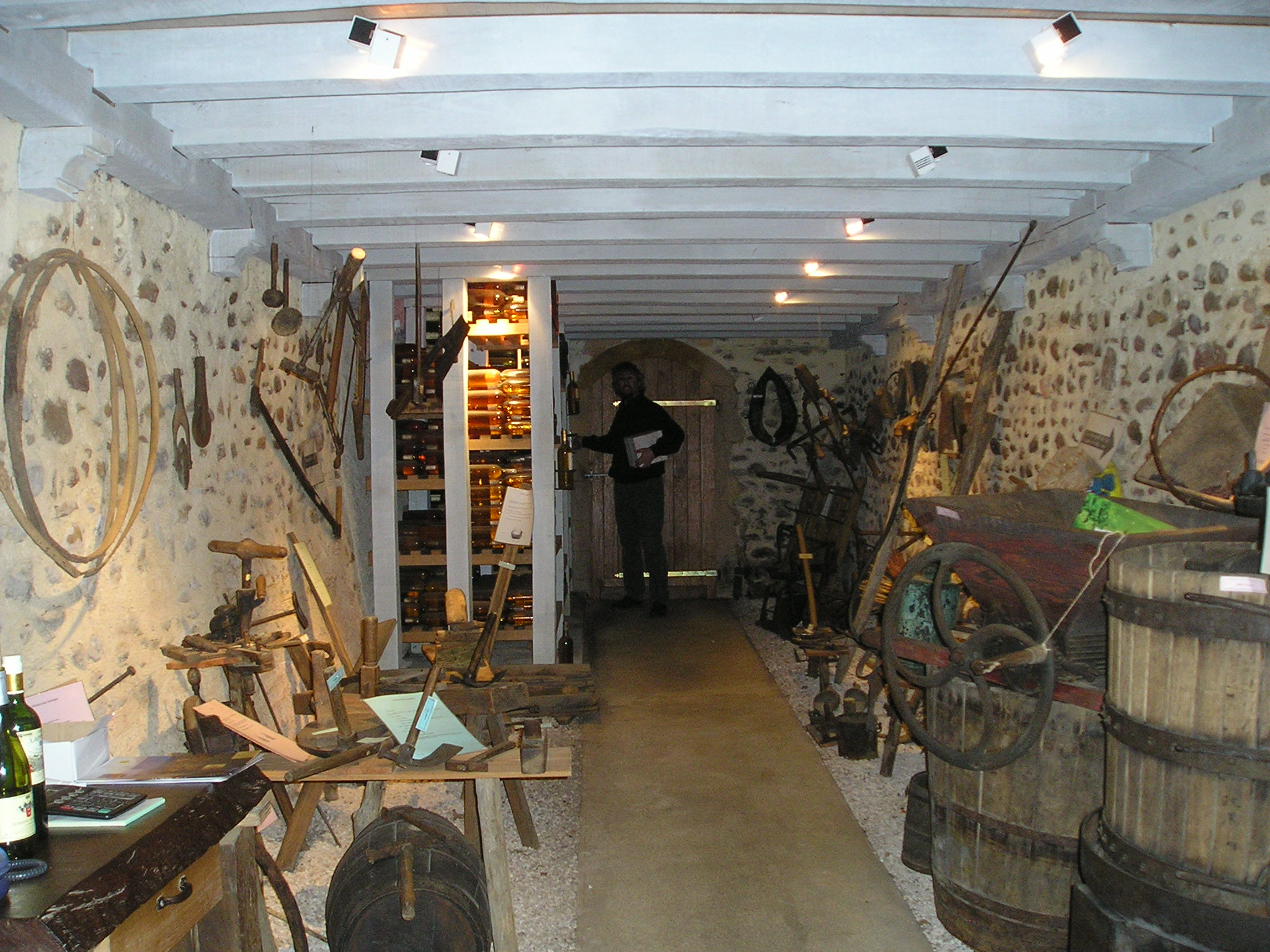
Музей виноделия